# 면목중학교
면목중학교(面牧中學校)는 대한민국 서울특별시 중랑구 면목동에 있는 공립 중학교이다.

## 학교 연혁
- 1980년 12월 17일 : 학교 설립 인가
- 1981년 3월 1일 : 초대 최춘식 교장 취임
- 1981년 3월 5일 : 제1회 신입생 입학식(17개 학급)
- 1981년 7월 20일 : 청량 기계공고 임시교사에서 장안3동 353-2로 옮김
- 1981년 7월 28일 : 18개 교실 증축
- 1984년 2월 14일 : 제1회 졸업식 (1,196명)
- 1989년 5월 1일 : 면목8동 490번지 현 교사 신축
- 1990년 8월 21일 : 동대문구 장안동에서 현 교사로 이전
- 1992년 1월 30일 : 12개 교실 증축
- 2002년 2월 17일 : 정보 학습관 개관
- 2020년 9월 1일 : 제14대 박진석 교장 취임
- 2023년 1월 6일 : 제40회 졸업식(159명, 전체졸업생수 21,208명)
- 2023년 3월 2일 : 제43회 신입생 입학식

## 참고 자료
- 면목중학교 - 한국교육학술정보원 학교알리미